# Almut Kemperdick
Almut Kemperdick (heute Almut Kemperdick-Neumaier) (* 11. Mai 1963 in Düsseldorf) ist eine ehemalige deutsche Volleyballspielerin.
Almut Kemperdick war vielfache deutsche Nationalspielerin und belegte 1984 mit der bundesdeutschen Volleyball-Nationalmannschaft bei den Olympischen Spielen in Los Angeles Platz sechs. In den 1980er Jahren spielte sie beim Bundesligisten SV Lohhof und war mehrfach Deutscher Meister und Pokalsieger.
Heute ist Almut Kemperdick-Neumaier Zahntechnikerin in München. 2015 gewann sie in den USA mit der Seniorinnen-Nationalmannschaft die Ü50-Weltmeisterschaft.